# Emmanuel Chukwudi Eze
Emmanuel Chukwudi Eze (1963-2007) foi um filósofo nigeriano. Eze foi especialista na filosofia africana poscolonial cujo trabalho é uma série de histórias poscoloniais da filosofia na África, a Europa, e as Américas. As influências no seu trabalho incluem Paulin Hountondji, Richard Rorty, David Hume, e Immanuel Kant.
Eze foi o professor da filosofia na Universidade DePaul, onde ele também editou o jornal Philosophia Africana. Morreu em 30 de dezembro de 2007.

## Trabalhos principais
- On Reason: Rationality in a World of Cultural Conflict and Racism (2008) [ISBN 978-0822341956]
- Achieving our Humanity: The Idea of the Postracial Future (2001), ISBN 0-415-92941-5.
- Race and the Enlightenment: A Reader (1997), ISBN 0-631-20137-8.
- Postcolonial African Philosophy: A Critical Reader (1997), ISBN 0-631-20340-0.
- African Philosophy: An Anthology, ISBN 0-631-20338-9.
- Pensamiento Africano (I): Ética y política, ISBN 84-7290-155-6.
- Pensamiento Africano (II): Filosofía, ISBN 84-7290-190-0.
- Pensamieto Africano (III): Cultura y Sociada, ISBN 84-7290-282-X.

## Conexões externas
- «Democracy or Consensus? Response to Wiredu» por Emmanuel Chukwudi Eze (inglés)
- «African Philosophy at the Turn of the Millennium» Entrevista con Emmanuel Chukwudi Eze (inglés)